# 木偶奇遇记

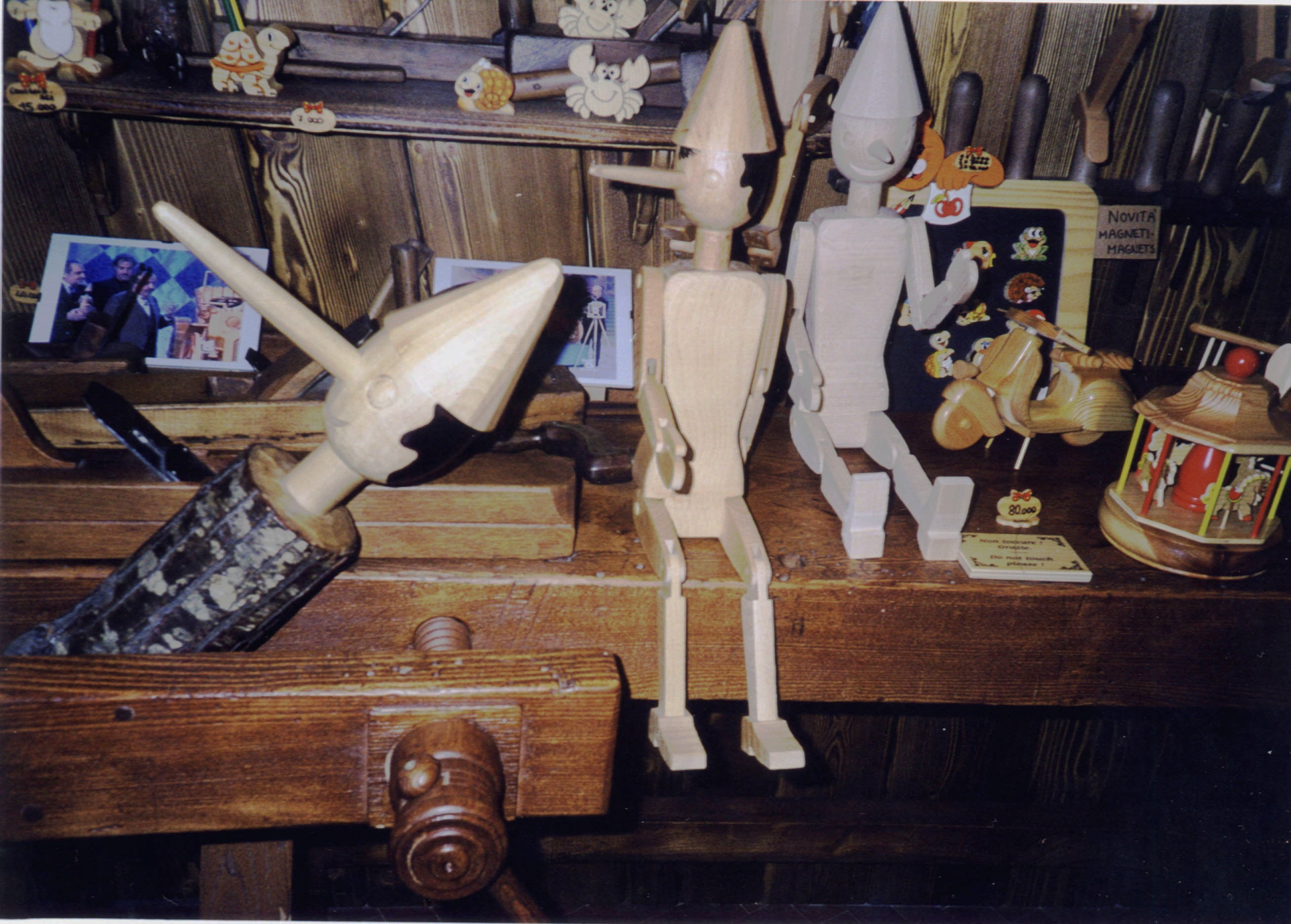
工作檯上的皮諾丘木偶，在佛羅倫斯的商店櫥窗裡

《木偶奇遇记》（義大利語：Le avventure di Pinocchio）是1883年卡洛·科洛迪在意大利出版的作品，被認爲是兒童古典文學經典之一，曾拍成电影逾二十次。故事描述一個被木雕师傑佩托創造、擁有自我意識的木偶皮諾丘與週圍人事物所發生的連串際遇。
故事主角皮諾丘（Pinocchio）的名字是由兩个意大利文名詞pino（松树）和occhio（眼睛）所組成的，這個組合字在意大利西部托斯卡納地區之佛羅倫斯方言中的意思為松果。

## 主要角色
皮諾丘：本作主角，原本是有自我意識的原木，經由傑佩托之手雕刻成可自由行動的木偶。初期個性頑皮不知道該如何分辨善惡導致自己處於許多的險境，但隨著故事發展逐漸學會分辨是非善惡，最終被藍仙女變成真正的人類男孩。
傑佩托：皮諾丘的創造者，生活貧困，心地善良的年邁木雕師，木匠安東尼奧的鄰居。因為膝下無子傾盡心力獨自照顧皮諾丘。故事尾聲與變成人類的皮諾丘過著幸福的生活。
會說話的蟋蟀：居住在傑佩托家裡長達一世紀、會說人話的蟋蟀。初登場時因為試圖規勸皮諾丘遭他扔擲鐵鎚給砸重身亡。之後仍以靈魂型態多度出面提醒和協助皮諾丘。
藍仙女（Fata dai Capelli Turchini）：另譯「綠松石髮色的仙女」、「碧髮仙女」，擁有變化型態、召喚動物、變出物品等靈力的仙女。因為偶然救助皮諾丘開始引導他踏上正途，最終兌現承諾將皮諾丘變成真正的人類男孩。
曼賈弗歐柯（Mangiafuoco）：木偶劇團的團長兼木偶師，外型和個性粗魯但也有樂於助人的一面。
狐狸和貓：專門誆騙受害者的動物拍檔，多度誘騙皮諾丘讓他處於許多的險境，最終落得窮困潦倒的處境向皮諾丘乞求施捨被拒。
燭芯：皮諾丘在學校認識的男孩，本名「羅密歐（Romeo）」，「燭芯」的外號源自其瘦長身材。曾誘惑皮諾丘前往玩具國荒廢學業沉溺玩樂，結果與皮諾丘被變成驢子後被轉賣給農夫詹吉奧，最終未能變回人類便因為過勞逝世。
馬車伕：將一些貪玩又怠惰的孩童們載往「娛樂之國」遊玩，等到他們變成驢子後轉賣的會施魔咒的車夫。
駭人角鯊（Il Terribile Pescecane）：另譯「角鯊」、「鯊魚」，曾吞下傑佩托航與皮諾丘的海怪，因為罹患哮喘必須時常張嘴透氣。
阿利多羅（Alidoro）：因為溺水被皮諾丘給解救的獒犬，後來在皮諾丘被綠色漁夫給捉住時出面解救皮諾丘。
綠色漁夫（Il Pescatore Verde）：棲息在忙碌的蜜蜂島海岸洞穴渾身綠色的人形怪物。在捕魚期間曾捉住皮諾丘想將他做成料理，結果被阿利多羅給阻撓與救走皮諾丘之下以失敗收場。
詹金奧（Giangio）：一位在不知情的狀況買下變成驢子「燭芯」的農夫，後來僱用皮諾丘在自己的農場工作。

## 故事概要

### 皮諾丘的誕生
安東尼奧是名居住在意大利托斯卡尼大區的木匠。某日安東尼奧偶然發現一個木頭，準備將其打造成桌腳，卻意外發現這個原木會說人話而飽受驚嚇，將這個原木交給年邁且貧困的鄰居：木雕師傑佩托。收下原木的傑佩托將其雕刻成男孩的模樣，為其命名為「皮諾丘」，但才剛雕刻出他的鼻子，皮諾丘便表現出無禮的態度；傑佩托剛完成皮諾丘的雙腿便被他給踢傷。待傑佩托正式雕刻完皮諾丘的外型後準備教導皮諾丘如何步行，但是皮諾丘趁機跑出傑佩托的住宅並溜進城鎮裡，被一名憲兵逮個正著，這名憲兵誤認皮諾丘遭受殘酷的對待隨即逮捕與監禁傑佩托。
獨自返回傑佩托家的皮諾丘準備吃點東西，才剛進門便發現一隻會說話的蟋蟀出現在家裡，蟋蟀告誡皮諾丘必須上學或工作才能在世界上正常生活。不聽勸告的皮諾丘順手舉起身邊的一把錘子將這隻會說話的蟋蟀給砸重身亡。感到飢餓的皮諾丘想要煎一顆蛋填飽肚子，結果一隻小鳥破蛋後飛出窗外迫使皮諾曹離開家裡索討食物，當他敲一個長者的家門試圖討取食物時，不但被對方誤認是敲鐘取樂的流氓之一還被澆桶冷水，返家後的皮諾丘獨自躺在爐子上，但在第二天醒來時他倒在地上，連同腳還被爐火燒毀。傑佩托從監獄中獲釋返家後，他親自為皮諾丘製作一雙新的腳。皮諾丘出於感激答應傑佩托說自己會去學院，傑佩托賣掉他唯一的外套給皮諾丘買本教科書。

### 皮諾丘的奇遇記
翌日早上，皮諾丘在前往學校途中經過一個木偶大劇團，他為了買演出票而賣掉自己的教科書進場觀看表演。舞台上的木偶小丑、丑角、羅索拉小姐（Signora Rosaura）認出並大聲呼喚在台下觀戲的皮諾丘，這項舉動讓劇場裡的演出木偶師曼賈弗歐柯（Mangiafuoco）勃然大怒，決定將皮諾丘當柴火來烹製他的羊肉晚餐。皮諾丘懇求曼賈弗歐柯放過他，令後者屈服並決定燒掉木偶小丑，但曼賈弗歐柯由於皮諾丘出面為木偶小丑求情選擇放過木偶小丑，並且在皮諾丘告知傑佩托的存在與處境後，決定釋放皮諾丘，還自掏腰包拿出五個金幣讓皮諾丘交給傑佩托。然而當皮諾丘在準備返家將金幣拿給傑佩托的途中，他遇見分別裝成眼盲和腿瘸的狐狸和貓，一隻渾身雪白的欧乌鸫試圖警告皮諾丘狐狸與貓的騙局，結果貓立刻吃掉欧乌鸫。狐狸和貓誆騙皮諾丘，如果他將金幣種在西倉鴞國度捉迷藏城的郊外奇蹟之地，那麼金幣就會長成一棵有金幣的樹。
狐狸和貓誘騙皮諾丘後，他們在當晚投宿在紅龍蝦旅店，狐狸和貓用皮諾丘的錢大吃大喝向旅店要求在午夜醒來，並且在約定時間的兩個小時前拋棄皮諾丘，讓他用自己的一枚金幣支付餐費。狐狸和貓離去前讓旅店老闆傳話給皮諾丘，誆稱牠們因為收到貓的家人生病的消息將在早上與皮諾丘見面。收到消息的皮諾丘準備赴約，遇見先前被他所害的會說話的蟋蟀鬼魂，後者要求皮諾丘返家將金幣拿給傑佩托，但是皮諾丘無視蟋蟀鬼魂的警告逕自走進森林，被偽裝成土匪的狐狸和貓伏擊搶劫，皮諾丘將金幣藏在嘴裡，咬掉貓的爪子，趁機逃至一間白色的房子。當皮諾丘敲門後，一名藍仙女（Fata dai Capelli Turchini）開門迎接皮諾丘，不巧狐狸和貓再次捉住皮諾丘並將他給吊在樹上，試圖讓他窒息，後來耐不住性子的狐狸和貓自行離去，藍仙女不僅呼喚獵鷹救下皮諾丘還讓她的貴賓犬僕人梅多羅（Medoro）參與救援行動，她請來三名知名的醫生——貓頭鷹、烏鴉、蟋蟀鬼魂確認皮諾丘的情況，貓頭鷹稱皮諾丘還活著，烏鴉則聲稱皮諾丘已經身亡，唯有蟋蟀鬼魂指出皮諾丘雖然活著、但在過去做出違逆傷害傑佩托的事蹟。原先皮諾丘不肯服用藍仙女提供的藥物，直至四名擔綱殯葬人員的兔子準備帶走他的身體時才同意服藥，但在被藍仙女問及有關金幣的事件時撒謊造成鼻子瞬間變長，藍仙女向皮諾丘解釋他因為撒謊才會讓鼻子變長的實情，她喚來一群啄木鳥將皮諾丘的鼻子鑿成適當的大小還請傑佩托過來和他們共同生活。

### 皮諾丘找傑佩托的經歷
皮諾丘出門準備見傑佩托時，再度遇見狐狸和缺少爪子的貓，狐狸聲稱他們去餵養一隻飢餓的老狼，讓皮諾丘想起並跟著牠們抵達先前提及的捉迷藏城後，皮諾丘發現當地每隻動物都因為做出許多非常愚蠢的事情而受苦，卻仍依照狐狸和貓所說的方式，將金幣埋在郊外的奇蹟之地，狐狸和貓則趁著皮諾丘離去二十分鐘後挖出並盜走金幣。皮諾丘直至自己被一隻鸚鵡嘲諷始察覺自己受騙的真相，他向捉迷藏城的法官控訴狐狸和貓的行為，雖然法官因皮諾丘的懇求而同情他，但大猩猩法官以愚蠢的罪名判處皮諾丘四個月的監禁刑責，原本皮諾丘被兩隻裝扮成憲兵的獒犬給帶走。卻適逢該國君主為了慶祝軍隊戰勝鎮上的敵人讓獄卒提前釋放所有罪犯，皮諾丘向獄卒陳述自己遭法官冤判罪行的經過而重獲自由。
皮諾丘返回居住的森林發現一條巨蛇擋住去路。他經過一番思索後要求巨蛇移動身軀，但是巨蛇完全靜止不動。正當皮諾丘準備跨過巨蛇的身軀，巨蛇突然立起身軀並朝他發出嘶嘶聲，甚至將他推倒在他的頭上。巨蛇見及被皮諾曹驚恐且滑稽的模樣而忍不住大笑，造成動脈破裂而亡。稍後皮諾丘準備返回森林中藍仙女的房子，但是他偷溜進一個農夫的院子盜走一些葡萄，被困在一個黃鼠狼陷阱中，遇見想幫助他脫困的螢火蟲。農夫發現皮諾丘並將他綁在自己已故的看門狗梅蘭波的狗窩裡看守雞舍。當皮諾丘成功逼退準備偷雞的黃鼠狼後，農夫為了嘉許皮諾丘的功勞而選擇釋放他。待皮諾丘終於抵達藍仙女小屋所在的地方時僅找到一塊墓碑，他認為藍仙女已經因為過度悲傷而離開人間感到後悔。此時一隻善良的鳩鴿注意到正在為藍仙女哀悼的皮諾丘，向皮諾丘提出載他前往海邊的建議，與此同時，傑佩托正在那裡建造一艘船準備出航來尋找皮諾丘（取決於他航行在附近島嶼或尋找皮諾丘的故事的版本）跟隨曼賈弗歐柯和他的木偶劇團前往新大陸)。皮諾丘準備游向傑佩托的方向反被海浪沖上岸，傑佩托則在航行途中被名為「駭人角鯊（Il Terribile Pescecane）」的海怪吞進腹裡。
隨後皮諾丘接受海豚的招呼與幫助下抵達最近的小島——忙碌的蜜蜂島，皮諾丘為了在當地獲得食物開始付出勞力工作，決定協助一位女士將她的水壺帶回家裡以換取食物與水，當他抵達該名女士的住處時，認出該名女士其實是年齡增長的藍仙女，藍仙女表示自己將擔任皮諾丘的母親，要求他必須去學校上課，倘若皮諾丘達成一整年在學校維持出色表現的條件，那麼他將成為一個真正的人類男孩。皮諾丘同意藍仙女的要求在學校努力學習且成績名列前茅，卻引起同校的其他男孩的忌妒，甚至向皮諾丘謊稱看見傑佩托被海怪吞食的事件，導致雙方發生衝突，其中名叫尤金的男孩不慎被皮諾丘的課本擊中，皮諾丘則因為沒有扔掉那本課本被兩名憲兵指控傷害尤金的罪行，但是皮諾丘逮到機會趁隙逃走順勢救起一條溺水的獒犬阿利多羅（Alidoro）。當皮諾丘遭遇綠色漁夫之際，阿利多羅出面解救皮諾丘，綠色漁夫意圖吃掉趕著回家的皮諾丘，隨後皮諾丘遇見為藍仙女工作的蝸牛，藍仙女再給皮諾丘一次機會。
接下來的期間，皮諾丘遵守與藍仙女的約定在學校表現出色，並以優異的成績通過考試。仙女保證皮諾丘第二天會成為一個真正的男孩並且表示皮諾丘應該邀請他所有的朋友參加聚會。正當皮諾丘邀請他的朋友們參加聚會時，在學校裡和皮諾丘最親近、外號「燭芯」的男孩反而邀他前往整天玩樂且不工作的「娛樂之國」。皮諾丘被「燭芯」給說服讓馬車夫帶他們前往當地度過五個月的時光。直至某天皮諾丘和「燭芯」醒來發現他們的耳朵變成驢子的耳朵後，皮諾丘從一隻睡鼠的口中得知他們被馬車夫給施魔咒以及凡是荒廢學習沉溺玩樂的孩童們會變成驢子的真相經過，皮諾丘和「燭芯」很快地變身成驢子分別被馬車夫賣給馬戲團與農場，皮諾丘承受馬戲團領班的訓練與操勞直至摔倒並扭傷腿被轉賣給一個想用驢皮製作成鼓的男子。當男子將驢子型態的皮諾丘拋進海裡時，發現變回木偶型態的皮諾丘。
皮諾丘向男子解釋自己其實是被施魔咒的木偶的真相，隨即再度跳進海裡遇見此前吞下傑佩托的海怪，皮諾丘聽從待在高聳的岩石上、化身成藍毛小山羊的藍仙女的建議，試圖游出海面但被海怪給吃掉，他在海怪的腹裡探索期間找到待在船上生活的傑佩托，為他們的重逢感到驚喜之餘，經由被海怪吞進腹裡的金槍魚群的幫助掌握海怪張嘴的機會，成功逃出海怪的腹裡抵達海邊。皮諾丘向金槍魚群致以謝意的吻，與傑佩托共同尋找新的住處。

### 皮諾丘變成真正的人類男孩
脫離海怪的皮諾丘與傑佩托遇見一貧如洗的狐狸和貓，此時的貓雙眼失明而狐狸不但瘸腿且體態瘦削失去大量體毛，還被砍斷尾巴以換取糧食。狐狸和貓向皮諾丘與傑佩托懇求給予食物或金錢，但是皮諾丘斷然拒絕狐狸和貓的要求並且表明這是他們做出太多的壞事所付出的代價。之後皮諾丘與傑佩托抵達會說話的蟋蟀居住的小房子，蟋蟀再度提起皮諾丘先前拿槌子砸他一事，稱這是提醒他必須禮貌待人，別人才會願意在他有困難時幫助他，同意讓皮諾丘與傑佩托留居此處，說明這棟房子其實是一隻有著綠松石色毛髮的小山羊送給他的。皮諾丘意識到蟋蟀所說的小山羊是藍仙女的化身，之後他得知藍仙女因為先前目睹他被海怪吞食才會傷心過度離開此處。
身無分文的皮諾丘為了幫傑佩托取得牛奶同意受僱於農夫詹吉奧開始用勞力換取生活所需的金錢，還認出詹吉奧養在農場裡的垂死驢子是被變成驢子的「燭芯」，「燭芯」因為過勞耗盡體力，向皮諾丘說出自己的名字後便維持驢子的型態逝世。
接下來的五個多月期間，皮諾丘除了為詹金奧工作和照顧生病的傑佩托以外，不但開始學習編織草籃和草筐賺取收入、管理家庭支出、用自製的座椅車戴著傑佩托在戶外散心，還利用時間自習讀書。皮諾丘帶著存下來的四十便士前往鎮上給自己買一套新西裝。當他遇到之前在忙碌蜜蜂島上结识的蝸牛并且得知藍仙女生病亟需用錢的時候，皮諾丘立即將他的所有金錢都給他。
當晚，藍仙女在夢境中拜訪並吻皮諾丘並且賦予他成為人類男孩。第二天早晨皮諾丘醒來時發現自己不但變成了真正的男孩，過往還是木偶時期的身軀則垂躺在椅子上，還察覺藍仙女留給他一套新西裝、靴子和一個他認為是他最初給她的裝著四十便士的包裹。皮諾丘打開包裹發現裡面裝著四十枚金幣，因此使傑佩托也順利康復。最後皮諾丘與傑佩托過著幸福的生活。

## 改編作品
- 1936年，未完成的意大利动画片《The Adventures of Pinocchio》。
- 1940年，迪士尼的动画电影《木偶奇遇记》。
- 1992年，49分钟的动画片《Pinocchio》。
- 1996年的电影互联网电影数据库（IMDb）上《The Adventures of Pinocchio》的资料（英文）
- 2019年，真人改編電影《皮諾丘的奇幻旅程》。
- 2002年的电影互联网电影数据库（IMDb）上《Pinocchio》的资料（英文）
- 2022年，迪士尼重拍真人電影《木偶奇遇记》。
- 2022年，美國、墨西哥合製3D定格動畫黑暗奇幻歌舞片《吉勒摩·戴托羅之皮諾丘》。